# Imatu
Imatu est un village de 5 habitants de la Commune de Iisaku du Comté de Viru-Est en Estonie. 